# Conquista do Bié
A conquista do Reino de Bié pelos portugueses deu-se em 1890. Foi uma das Campanhas de Pacificação e Ocupação que levaram à formação de Angola.

## História
Portugal tinha presença em Angola desde que Paulo Dias de Novais fundara Luanda em 1575, embora mercadores e clérigos portugueses já se encontrassem no território há algum tempo.
Após a independência do Brasil, o governo português determinou desenvolver e expandir os seus restantes territórios em África e pacificar ou ocupar potências hostis. Em meados do séc. XIX, porém, outras potências europeias lançaram-se na partilha de África e a Conferência de Berlim impôs o princípio de ocupação efectiva do território, repudiando os direitos de Portugal com base na descoberta.
No Planalto Central de Angola, Paiva Couceiro e Teixeira da Silva a caminho do Barotse estabeleceram-se com um corpo de tropas em Belmonte (actual Cuíto), povoação fundada por Silva Porto, o que desagradou ao régulo do Bié, Cikunyu, melhor conhecido como Ndunduma ("o Trovão"), que tolerava negociantes como Silva Porto no seu reino mas não os militares.

Os reinos ovimbundos no Planalto Central.

A 28 de Março de 1890, Ndunduma exigiu a saída de Paiva Couceiro e Teixeira da Silva do seu reino e no dia seguinte Silva Porto deslocou-se a Ecovongo, capital do Bié, a 30 quilómetros de Belmonte, a parlamentar mas foi desrespeitado. Humilhado, na noite de 30 para 31 Silva Porto cometeu suicídio na sua embala fazendo explodir o paiol. Paiva Couceiro encontrou o corpo do sertanejo a 1 de Abril coberto pela bandeira nacional.
A morte de Silva Porto teve eco na sociedade portuguesa e motivou três novas expedições militares no Planalto Central. Uma delas foi a expedição de Paiva Couceiro que, até Outubro de 1890 explorou o rio Cubango e distribuiu bandeiras portuguesas entre os sobas e régulos que aceitavam a soberania portuguesa até Mucusso, antecipando-se ao magnata Cecil Rhodes da British South Africa Company, que disputava o território. Outra foi a conquista de Bié, levada a cabo por Artur de Paiva com 591 combatentes, dos quais 218 eram mercenários bóeres, 2 metralhadoras e 4 canhões.
Artur de Paiva encontrou-se em Huíla a reunir tropas, animais, carroças e mantimentos até a coluna ter partido para o Bié a 8 de Agosto. Pela manhã de 30 de Outubro a coluna atravessou o rio Cutato e entrou em território do Bié. Ecovongo foi arrasada a 4 de Novembro de 1890 e, a 4 Dezembro no mês seguinte, Ndunduma foi capturado e desterrado para Cabo Verde. No Bié foi fundado o forte Silva Porto com 100 soldados e 4 canhões, tenho a coluna partido de regresso a Huíla a 22 de Dezembro.